# Walsham Rocks
Die Walsham Rocks sind eine Gruppe aus zwei kleinen Inseln am südwestlichen Ende des Palmer-Archipels westlich der Antarktischen Halbinsel. Sie liegen im Mittel 1,5 km östlich von Buff Island. Die Gruppe besteht aus der Islote Edgardo und der Islote Jorge.
Eine Hydrographie-Einheit der Royal Navy kartierte sie zwischen 1956 und 1957. Das UK Antarctic Place-Names Committee benannte sie 1959 nach Able Seaman John Walsham, der an den dafür erforderlichen Vermessungen der Felsen beteiligt war.